# Filtre (matemàtiques)

El Conjunt potència del conjunt amb el subconjunt en color verd. Els elements en verd formen un ultrafiltre principal del reticle.

En matemàtiques, un filtre és un subconjunt especial d'un conjunt parcialment ordenat. Un cas especial usat freqüentment es dona quan el conjunt parcialment ordenat considerat és el conjunt potència d'algun conjunt. Els filtres apareixen a la Teoria de l'Ordre i a la Teoria de Reticles, però també es poden trobar a la topologia a on es van originar.
Els filtres van ser introduïts per Henri Cartan el 1937, i utilitzats a continuació per N. Bourbaki en el seu volum de Topologia General com una alternativa a la noció similar de xarxa topològica desenvolupada el 1922 per E. H. Moore i H. L. Smith.

## Definició general
Un subconjunt no buit, {\displaystyle F}, d'un conjunt parcialment ordenat, {\displaystyle \{P,\leq \}} és un filtre si es compleixen les següents condicions:
1. Per a tot {\displaystyle x}, {\displaystyle y} de {\displaystyle F}, existeix algun element {\displaystyle z} pertanyent a {\displaystyle F} tal que {\displaystyle z\leq x} i {\displaystyle z\leq y}. ({\displaystyle F} és un filtre base)
2. Per a tot {\displaystyle x} pertanyent a {\displaystyle F} i {\displaystyle y} pertanyent a {\displaystyle P}, {\displaystyle x\leq y} implica que {\displaystyle y} pertany a {\displaystyle F}.
3. Un filtre és propi si no és igual a tot el conjunt {\displaystyle P}.